# Ludovico Scarfiotti
Pour les articles homonymes, voir Scarfiotti.
Ludovico Scarfiotti, né le 18 octobre 1933 à Turin et mort le 8 juin 1968 à Rossfeld, est un pilote automobile italien.

## Biographie

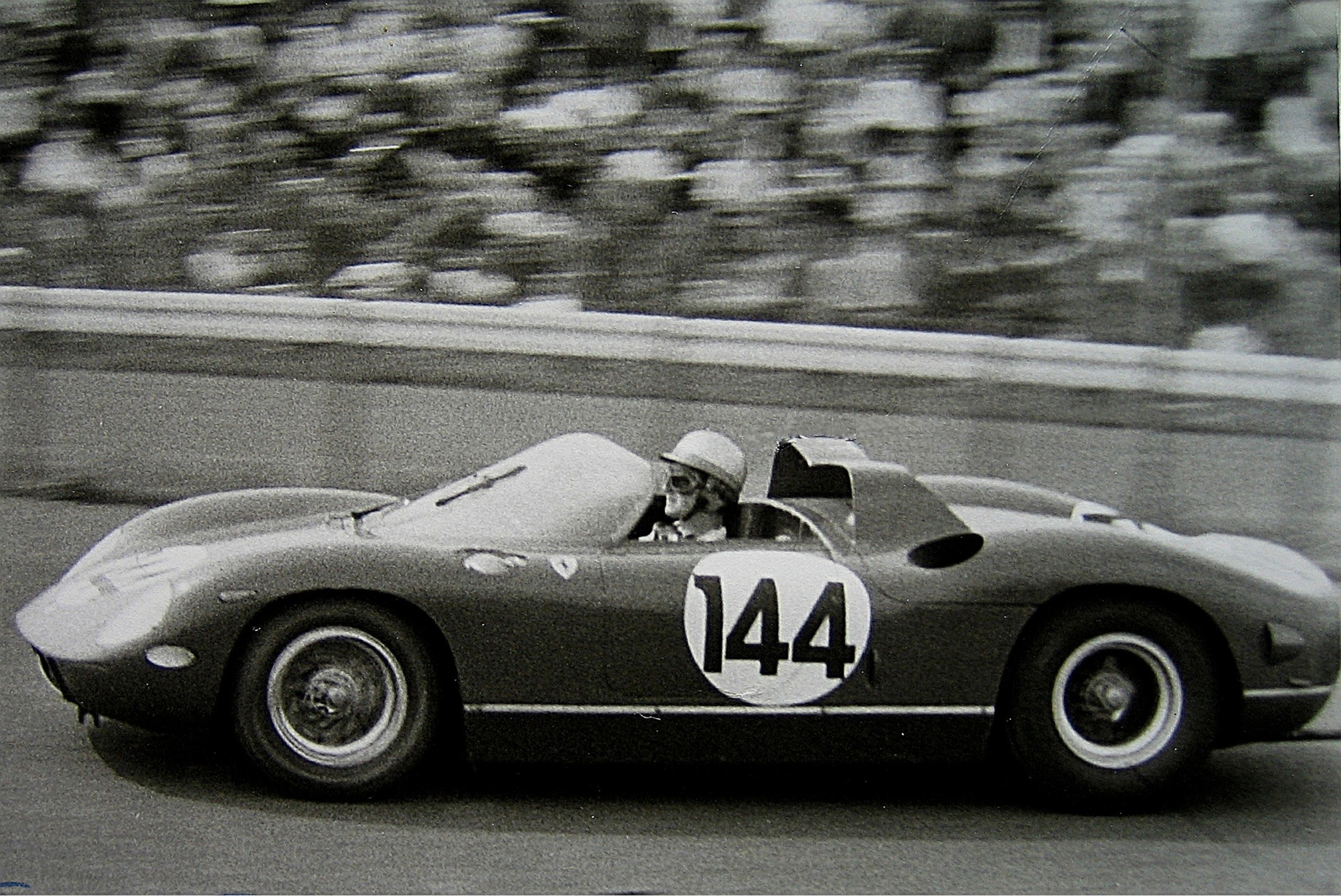
Ludovico Scarfiotti sur Ferrari au Nürburgring en 1964

Dès 1959, il gagne la course de côte de Florence de la Coppa della Consuma. En 1962 et 1965, il acquiert deux titres de champion d'Europe des courses de côte, sur Ferrari Dino 196SP puis 206P (terminant vice-champion en 1966). Il en profite pour remporter à l'occasion la course de côte du Schauinsland sur Ferrari Dino, la seconde fois dans le cadre du championnat du monde des voitures de sport 1965; Scarfiotti gagne trois autres épreuves du WSC, toujours en montagne avec sa Ferrari Dino Sport: Sierra Montagna en 1964, Ollon Villars en 1965, et Crans-Montana 1966.
Auteur de 10 départs en Grand Prix en Formule 1, il remporte son unique victoire au GP d'Italie 1966 au volant d'une Ferrari. Cette victoire surprise lui permet de devenir très populaire en Italie. Ce succès fut sans lendemain et on ne revit plus Scarfiotti sur un podium de Formule 1.
Scarfiotti était aussi un très bon pilote d'endurance, comme le prouvent ses succès aux 12 heures de Sebring avec Surtees, aux 1000 km du Nürburgring avec Nino Vaccarella et aux 24 heures du Mans avec Lorenzo Bandini et la formidable 2e place sur Ferrari 330 P4 aux 24 heures du Mans 1967 derrière la Ford Mark IV de Dan Gurney, avec une moyenne de plus de 215 km/h.
Pilote éclectique, comme beaucoup de ses congénères de l'époque, il se tue au volant d'une Porsche 910/8 "Bergspyder" lors des entraînements de la course de côte de Rossfeld, deuxième épreuve du Championnat d'Europe de la montagne 1968. Scarfiotti reste le dernier pilote italien à avoir remporté son Grand Prix national.

## Résultats en championnat du monde de Formule 1

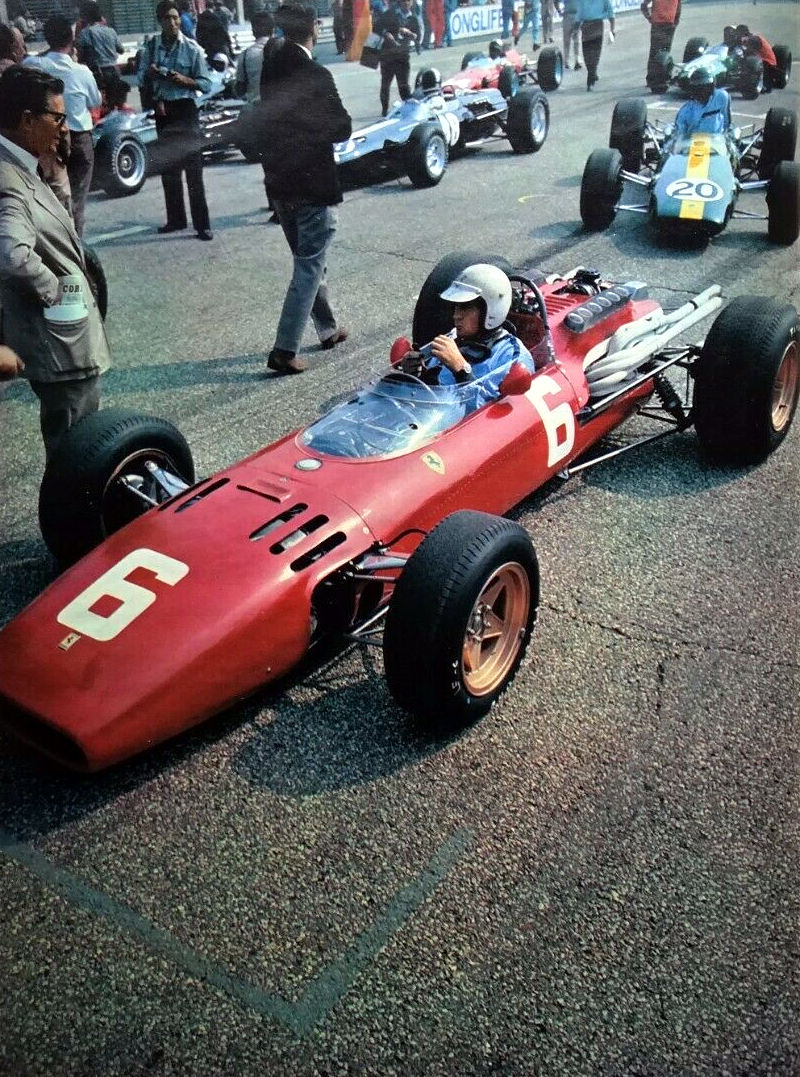
Ludovico Scarfiotti et sa Ferrari 312 peu avant le départ du Grand Prix d'Italie 1966, épreuve qui sera remportée par le pilote italien.

| Saison | Écurie                                           | Châssis  | Moteur                  | Pneus              | GP disputés | Points | Classement |
| ------ | ------------------------------------------------ | -------- | ----------------------- | ------------------ | ----------- | ------ | ---------- |
| 1963   | Scuderia Ferrari SpA SEFAC                       | 156      | Ferrari V6              | Dunlop             | 1           | 1      | 15e        |
| 1964   | Scuderia Ferrari SpA SEFAC                       | 156      | Ferrari V6              | Dunlop             | 1           | 0      | Nc.        |
| 1965   | Scuderia Ferrari SpA SEFAC                       | 1512     | Ferrari 12 à plat       | Dunlop             | 0           | 0      | Nc.        |
| 1966   | Scuderia Ferrari SpA SEFAC                       | 246 312  | Ferrari V12             | Firestone          | 2           | 9      | 10e        |
| 1967   | Scuderia Ferrari SpA SEFAC Anglo American Racers | TG1      | Ferrari V12 Weslake V12 | Firestone Goodyear | 3           | 1      | 20e        |
| 1968   | Cooper Car Company                               | T86 T86B | Maserati V12 BRM V12    | Firestone Goodyear | 3           | 6      | 13e        |

## Résultats aux 24 heures du Mans
| Année | Équipe               | Voiture             | Équipiers          | Résultat  |
| ----- | -------------------- | ------------------- | ------------------ | --------- |
| 1960  | Scuderia Ferrari     | Ferrari TR 61       | Pedro Rodriguez    | Abandon   |
| 1961  | Scuderia Serenissima | Maserati Tipo 63    | Nino Vaccarella    | Abandon   |
| 1962  | SEFAC Ferrari SpA    | Ferrari Dino 268 SP | Giancarlo Baghetti | Abandon   |
| 1963  | SEFAC Ferrari SpA    | Ferrari 250 P       | Lorenzo Bandini    | Vainqueur |
| 1964  | SEFAC Ferrari SpA    | Ferrari 275 P       | Mike Parkes        | Abandon   |
| 1965  | SEFAC Ferrari SpA    | Ferrari 330 P2      | John Surtees       | Abandon   |
| 1966  | SEFAC Ferrari SpA    | Ferrari 330 P3      | Mike Parkes        | Abandon   |
| 1967  | SEFAC Ferrari SpA    | Ferrari 330 P4      | Mike Parkes        | 2e        |